# 大分県道25号臼杵上戸次線
大分県道25号臼杵上戸次線（おおいたけんどう25ごう うすきかみへつぎきせん）は、大分県臼杵市から大分市に至る県道（主要地方道）である。

## 概要
臼杵市大字武山から大分市大字上戸次に至る。大分市と臼杵市を結ぶ一般道としては最も代表的な道路であり、大分バスの大分 - 戸次 - 臼杵線のルートにもなっている。本来の終点は国道10号筒井大橋たもとであるが、大分市吉野地区の梅ヶ丘ニュータウンから榎峠トンネルを経て国道10号大南大橋に抜ける市道が整備され、大分市中心部方面へのバイパスとなっている。

### 路線データ
- 起点：大分県臼杵市大字武山（障子岩交差点、国道502号交点）
- 終点：大分県大分市大字上戸次（筒井交差点、国道10号交点）
- 総延長：9.6 km

## 歴史
- 1993年（平成5年）5月11日 - 建設省から、県道武山竹中停車場線の一部が臼杵上戸次線として主要地方道に指定される[1]。

## 地理

### 通過する自治体
- 臼杵市
- 大分市

### 交差する道路
| 交差する道路              | 市町村名 | 交差する場所 | 交差する場所        |
| ------------------------- | -------- | ------------ | ------------------- |
| 国道502号                 | 臼杵市   | 大字武山     | 障子岩交差点 / 起点 |
| 大分県道637号吉野原犬飼線 | 大分市   | 大字辻       |                     |
| 国道10号 国道57号 重複    | 大分市   | 大字上戸次   | 筒井交差点 / 終点   |

### 沿線
- 臼杵市立中臼杵小学校
- 大分市立吉野中学校
- 大分市立吉野小学校
- 吉野梅園
- 大野川
- 大分市立上戸次小学校